# Peter Frisch
Peter Frisch (* 21. April 1935 in Reichenbach im Eulengebirge, Schlesien; † 12. März 2018) war ein deutscher Jurist und Beamter. Er war vom 9. April 1987 bis zum 15. Mai 1996 Vizepräsident und vom 15. Mai 1996 bis zum 30. April 2000 Präsident des Bundesamts für Verfassungsschutz.

## Leben
Frisch studierte von 1958 bis 1962 Rechtswissenschaften in Berlin, Tübingen und Göttingen. Er war Mitglied der Studentenverbindungen ATV zu Berlin, ATV Gothia-Alemannia Göttingen und ATV Arminia zu Tübingen im ATB.  Er legte 1963 das erste und 1967 das zweite juristische Staatsexamen ab. Er wurde 1972 in Bonn zum Dr. iur. promoviert.
Er war von 1969 bis 1970 im Bundesverwaltungsamt für die Aufarbeitung nationalsozialistischen Unrechts zuständig. Danach war Frisch im Bundesinnenministerium im Referat für die Aufsicht über das Bundesamt für Verfassungsschutz tätig und dort für Rechtsextremismus zuständig. Er machte sich als Verteidiger des Extremistenbeschlusses einen Namen. 1975 wechselte er nach Niedersachsen und arbeitete in der Abteilung Verfassungsschutz des Innenministeriums, deren Leitung er 1984 übernahm.
Von 2000 bis 2004 war er Aufsichtsrat der Hunzinger Information AG. Er war zuletzt als Rechtsanwalt in Bonn tätig.
Frisch gehörte der SPD an.

## Wirken
Im niedersächsischen Innenministerium hatte Peter Frisch nachträglich den von ihm nicht verantworteten Sprengstoffanschlag auf die Außenmauer der Justizvollzugsanstalt in Celle (Niedersachsen) gerechtfertigt („Celler Loch“). Es war damals erfolglos versucht worden, einen V-Mann mit passender Legendierung in die „RAF“-Szene, das Umfeld der RAF-Angehörigen, einzuschleusen.
Er wurde mit dem Großen Bundesverdienstkreuz des Verdienstordens der Bundesrepublik Deutschland ausgezeichnet.